# Géczi Gellért
Géczi Gellért (Brassó, 1983. október 6.) erdélyi magyar politikus. Négyfalu alpolgármestere.

## Életrajz
1983. október 6-án született négyfalusi csángó magyar szülők gyermekeként. Elemi tanulmányait Négyfaluban, a középiskolait pedig a brassói (akkor még) Áprily Lajos Főgimnáziumban végezte. Azt követően a brassói Transilvania Egyetemen szerzett villamosmérnöki oklevelet. 2013-ban szerzett mesteri oklevelet ugyancsak a brassói Transilvania Egyetem Gazdaságtudományi és Üzletvezetés karán, üzletmenedzsment szakon.
2003-tól tagja az RMDSZ-nek. Jelenleg a négyfalusi szervezet elnöke, a Megyei Képviselők Tanácsának (MKT) elnöke, illetve a Szövetségi Képviselők Tanácsának (SZKT) Brassó megyei küldöttje.
Egyetemi évei alatt alelnöke, majd titkára volt a Brassói Magyar Diákszövetségnek (BMD), az egyetem elvégzése után egy évet helyettesítő informatika szakos tanárként dolgozott az Áprily Lajos Főgimnáziumban. 2008-tól saját, nyomdaiparban tevékenykedő vállalkozást vezet Négyfaluban.
2012. július 4-én lett megválasztva alpolgármesternek a Négyfalusi Városi Tanács tanácsosi testülete által és ugyanakkor mint RMDSZ-es városi tanácsos a Négyfalusi Városi Tanácson belül.
2013-tól kuratóriumi tagja a négyfalusi „Barcasági Csángó Alapítvány” egyesületnek, melynek fő tevékenysége a hétfalusi csángó közösség kulturális, oktatási, ifjúsági tevékenységeinek megőrzése és népszerűsítése.
2014. augusztus 20-án Kisújszállás városa Tiszteletbeli Polgári címmel tüntette ki elismerésképpen a Négyfalu és Kisújszállas közti kapcsolatok ápolásáért és fejlesztéséért végzett tevékenységéért.
2016-ban önkormányzati képviselővé választották az RMDSZ színeiben, majd 2016. június 24-én a Négyfalusi Városi Tanács egy újabb négyéves alpolgármesteri mandátummal bízta meg.
2017. március 23-án politikai alku árán leváltották alpolgármesteri tisztségéből, azóta mint helyi tanácsos tevékenykedik Négyfalu Városi Tanácsában.
2020-ban a kolozsvári Babeş-Bolyai Tudományegyetem Politikatudomány- Közigazgatás- és Kommunikációtudományi karán fejezi be második mesteri képzését a Közigazgatás szakon. Disszertációjának tézise Négyfalu városfejlesztési stratégiája.
A 2020-as önkormányzati választásokon újabb tanácsosi mandátumra nyer bizalmat, 2020 október 29-én teszi le a hivatali esküt, és elkezdi harmadik tanácsosi mandátumát.
2020. november 11-én a Négyfalusi Városi Tanács alpolgármesteri mandátummal bízza meg.
2024. március 26-án az erdélyi magyarság megmaradása, valamint a helyi fiatalok szülőföldön való boldogulása érdekében végzett áldozatos munkája elismeréseként Magyar Arany Érdemkereszt kitüntetést kapott, melyet Csíkszeredában vett át Tóth László főkonzultól.
2024. november 11-én a Négyfalusi Városi Tanács megbízásából elkezdte negyedik alpolgármesteri mandátumát a Négyfalusi Polgármesteri Hivatalban.